# Тайган (сафари-парк)
Сафари-парк «Тайган» — частный парк львов, крупнейший по коллекции хищников в Европе. Находится в Крыму, на берегу Тайганского водохранилища. Территория парка составляет 32 гектара, из которых примерно 20 гектаров отведено под сафари-парк львов, а остальные — под стационарный зоопарк и детский контактный зоопарк. В парке свободно проживают около 60 львов, включая и редких белых львов. Сафари-парк «Тайган» является единственным в Европе, где одновременно есть и белые львы из ЮАР, и белые бенгальские тигры, и приблизительно десятая часть природной популяции амурских тигров.
Парк является филиалом ялтинского зоопарка «Сказка», учредитель — Олег Зубков.

## История
Строительство парка «Тайган» было начато Олегом Зубковым в 2006 году, парк был открыт для посетителей в 2012 году. Парк расположен на территории бывшей воинской части, из которой не была вывезена часть предметов техники; в итоге эти объекты были включены в экспозицию парка.

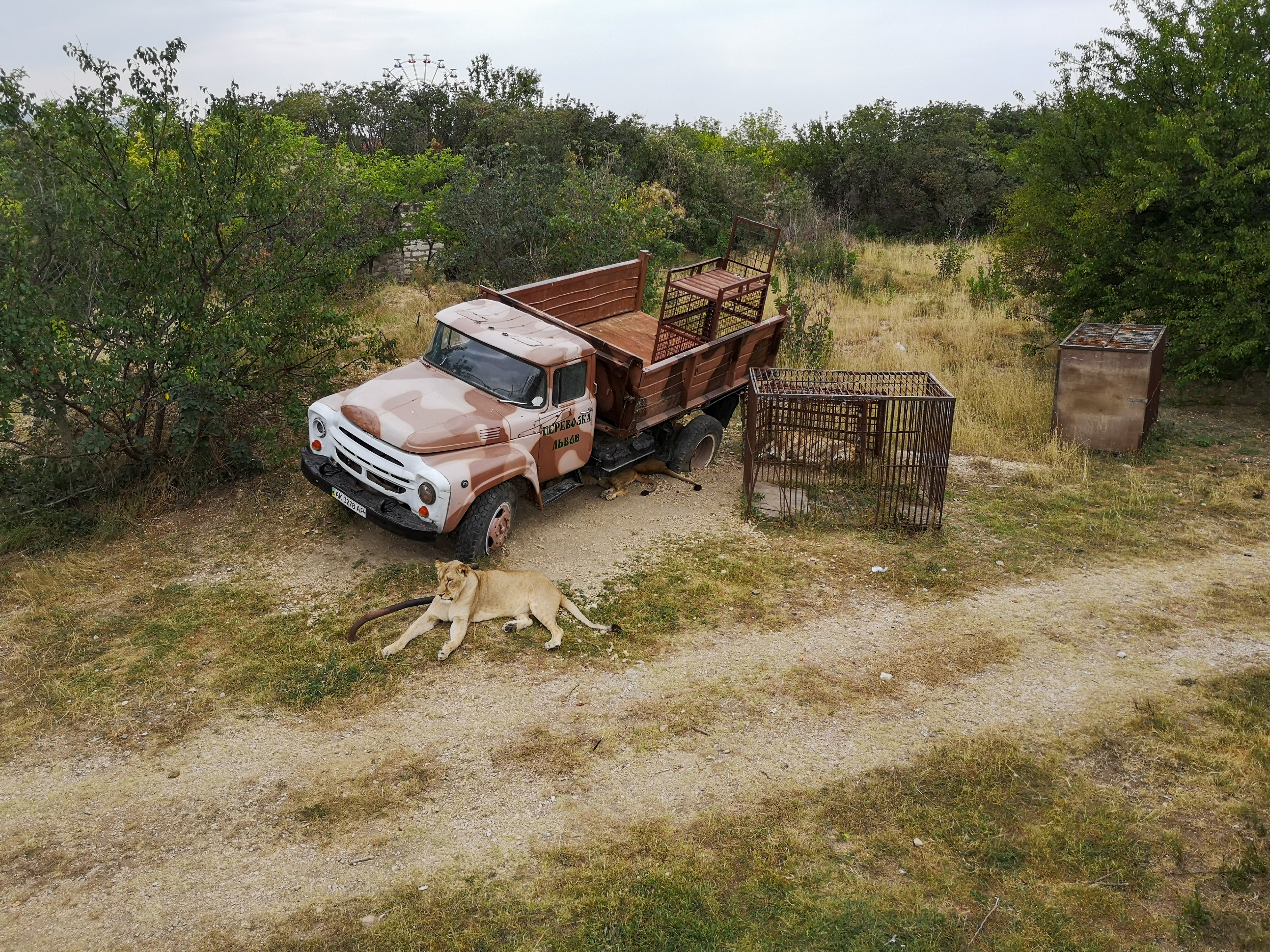
Инсталляция «Львы сбежали во время перевозки»

За время существования парк стал не только местом обитания диких животных, но и одним из центров воспроизведения львов и тигров, в том числе в парке успешно размножаются редкие белые львы. Часть рождённых в парке «Тайган» животных отправляется в естественную среду обитания по экологическим программам воспроизводства исчезающих видов. 

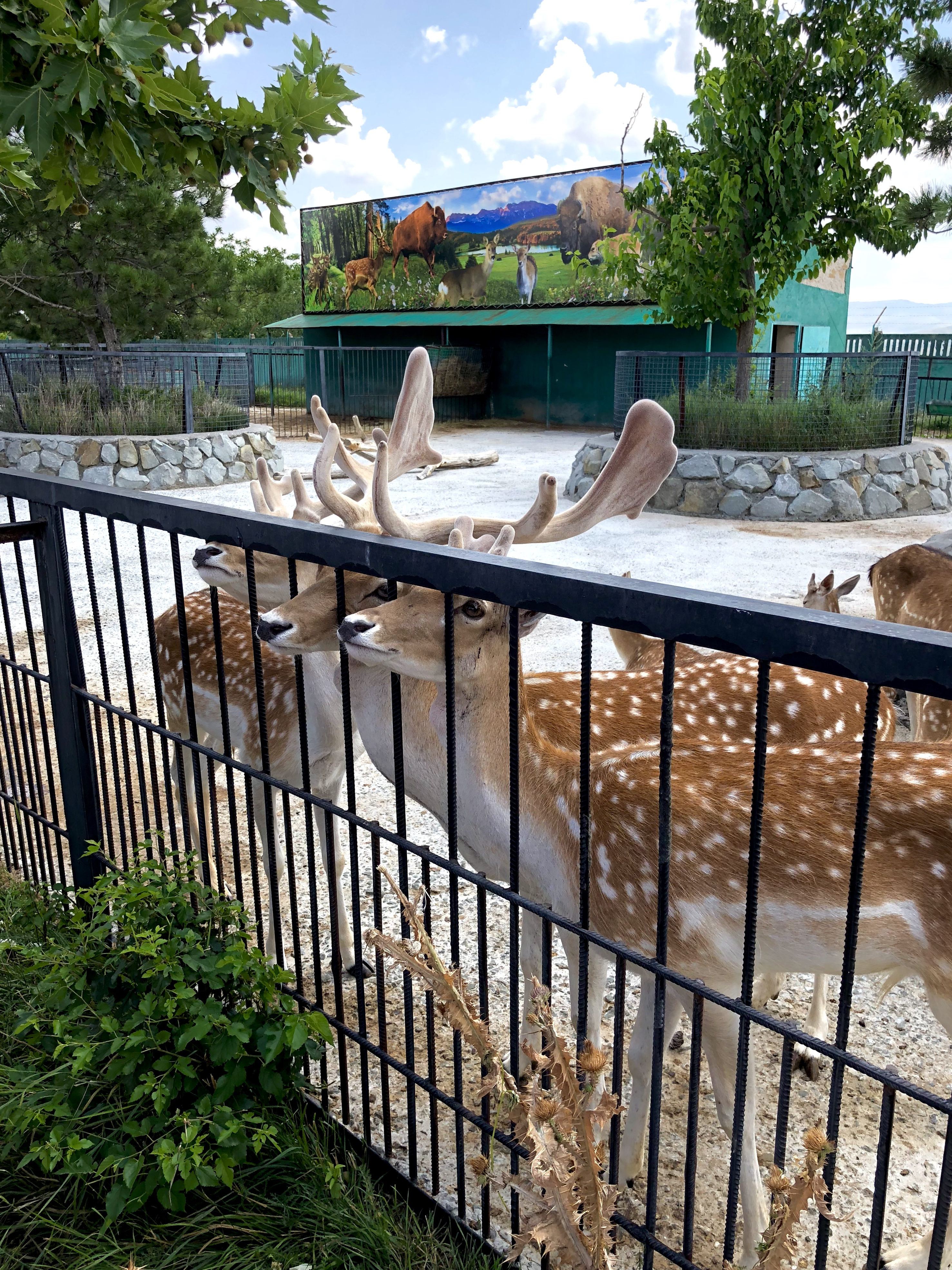
Предусмотрена возможность кормления животных посетителями

В 2015 году после аннексии Крыма Россией и смены главы Крыма у руководителя парка Олега Зубкова начался конфликт с крымскими властями, в результате чего 10 декабря 2015 года парк был закрыт для посещения, однако уже с 23 апреля 2016 года парк «Тайган» вновь был открыт.

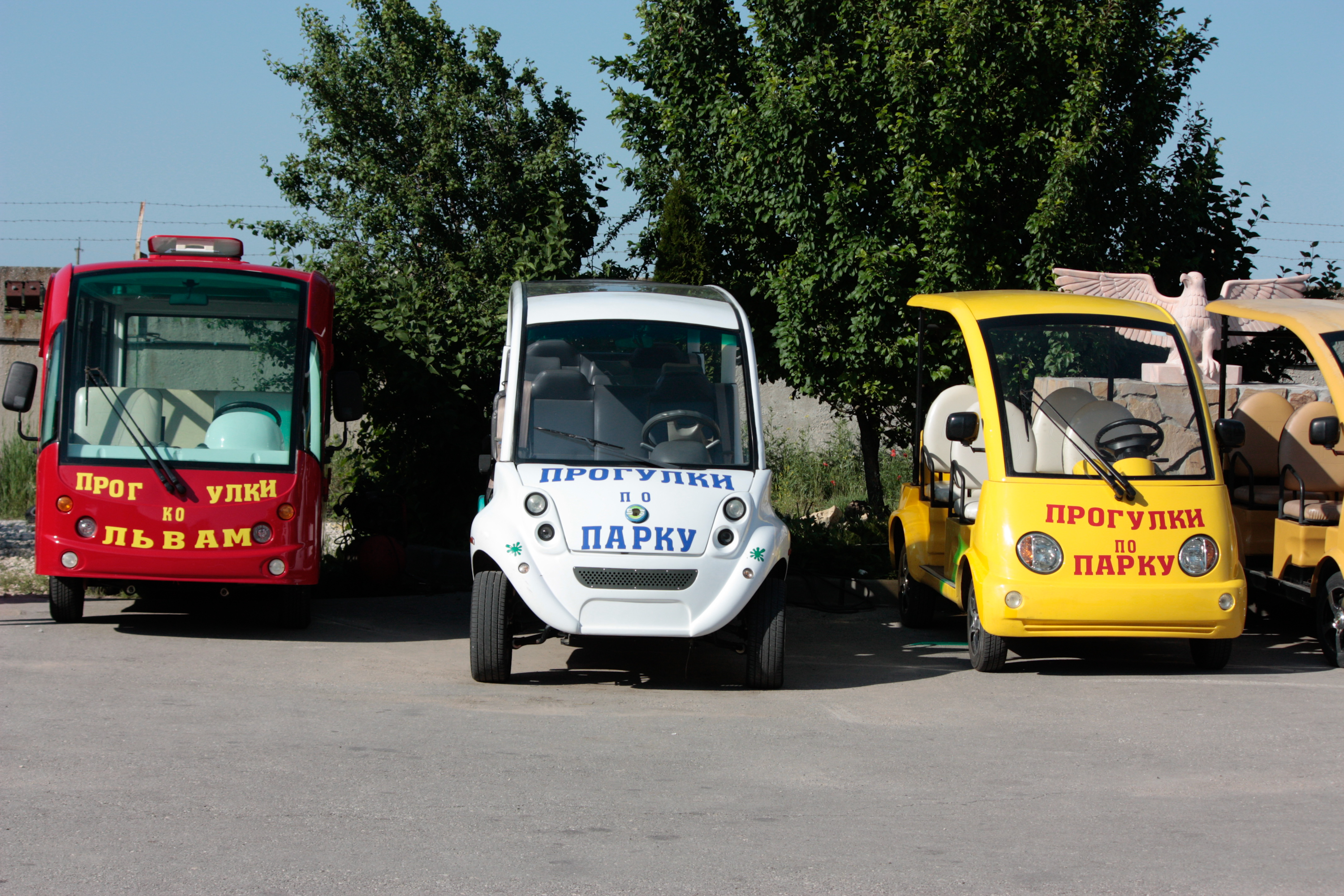
У парка есть собственные электромобили

С мая 2019 года популярные прогулки со львами, в ходе которых посетители в сопровождении руководителя «Тайгана» Олега Зубкова могли отправиться на автомобильную экскурсию в зону свободного обитания львиных прайдов, в том числе с возможностью гладить животных, запрещены решением Крымского суда. Сотрудники и руководство парка уже заявили, что намерены добиться возможности вновь проводить экскурсии в зону сафари для посетителей. Возможность кормления животных посетителями, в том числе и кормления львов и тигров, сохраняется.
С 5 декабря 2019 года деятельность сафари-парка «Тайган» приостановлена на один месяц по решению Белогорского районного суда. 23 декабря 2019 года была совершена повторная приостановка работы сафари-парка в рамках другого дела.

## Зоологическая коллекция
Основными обитателями «Тайгана» являются львы, тигры и другие крупные кошачьи. В парке на данный момент обитает около 60 взрослых львов и 40 тигров, не считая детенышей. Кроме того, в «Тайгане» имеются ягуары, леопарды, пума и рысь. Животные в парк «Тайган» поступали из российских, европейских и африканских зоопарков.

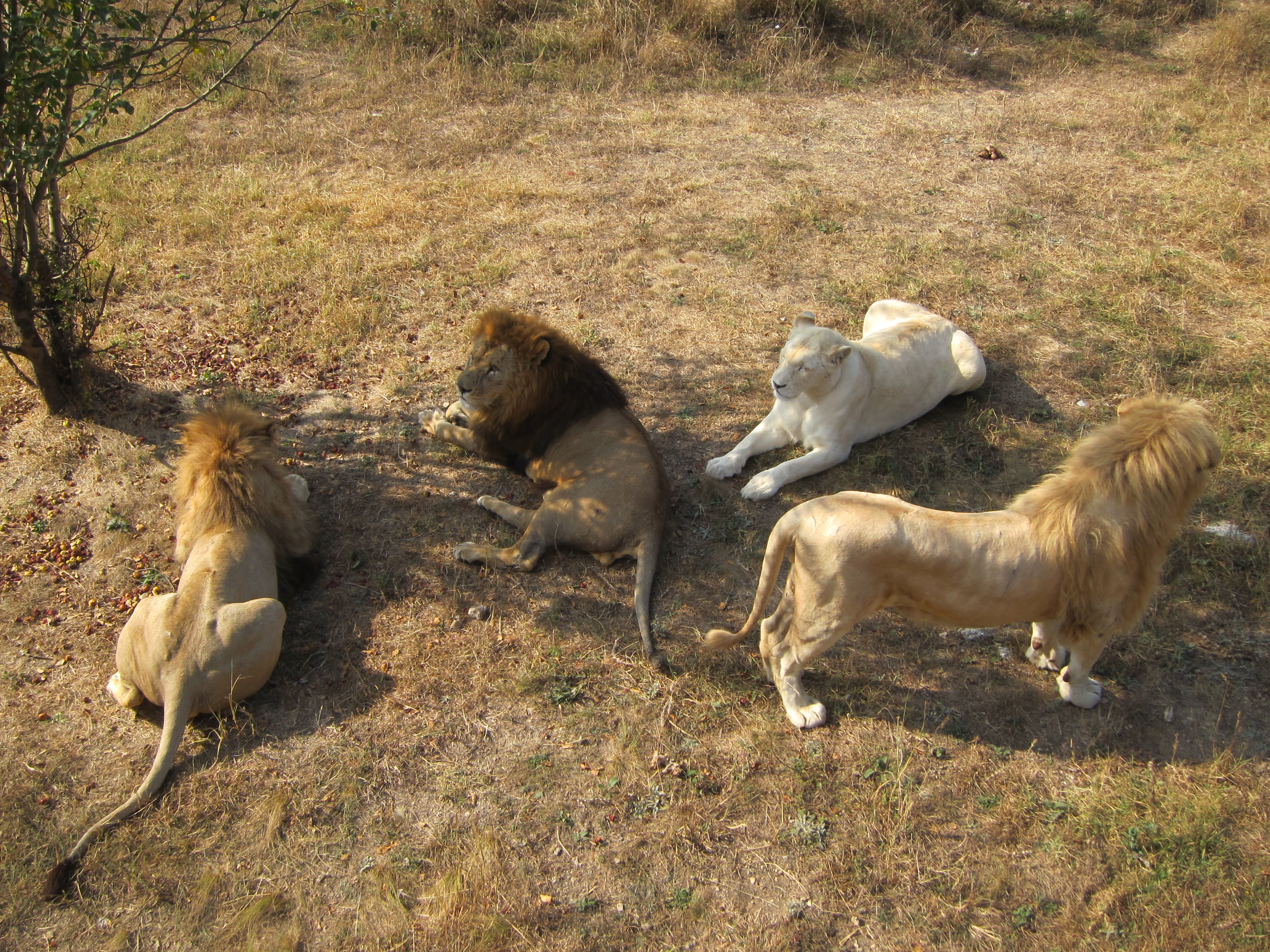
Львы и львицы в «саванне»

Помимо львов и тигров, в парке можно увидеть бизонов, яков, слонов, жирафов, лемуров, носух, енотов и многих других животных. Также на территории парка действует Дом птиц, в котором часть пернатых находится в вольерах, а часть — на свободном выгуле с возможностью погладить или покормить их. В Доме птиц, помимо прочего, живут розовые фламинго, достаточно редко встречающиеся в такого рода парках и зоопарках.

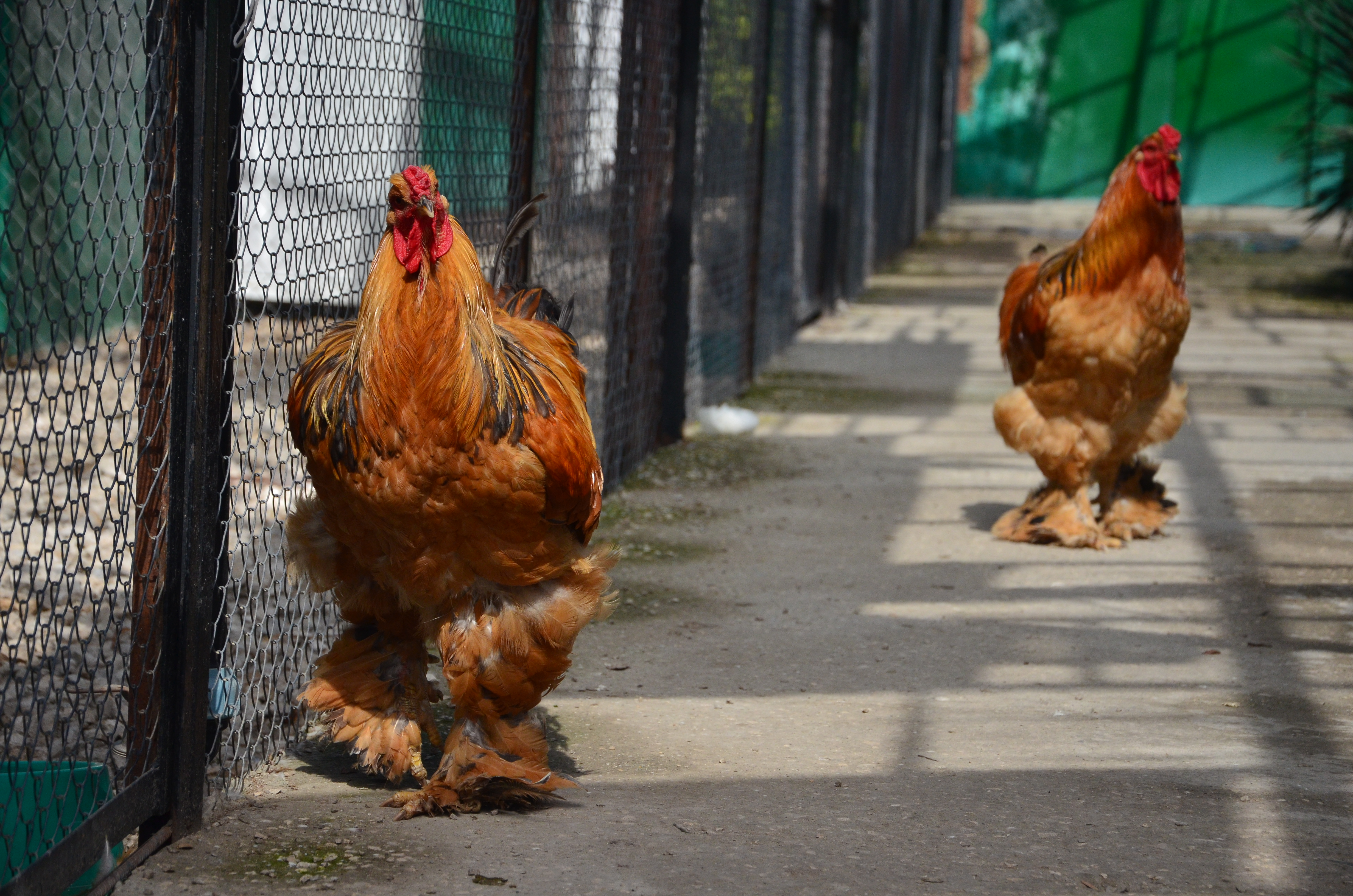
Петухи в парке «Тайган»

Животные, обитающие в парке, ежедневно съедают более 3,5 тонн корма, из которых 1,2 тонны составляет мясо, остальное — другие виды кормов. Стоимость питания хищников парка «Тайган» составляет около 165 млн рублей в год.

## Инфраструктура
Инфраструктура парка включает гостиницу, несколько кафе, конференц-залы, аттракционы, сувенирные магазины, точки продажи специального корма для животных. По парку проводятся экскурсии на электромобилях и велорикшах, передвижение по парку на обычных автомобилях запрещено.
В летнее время года с территории парка выполняет полеты частный вертолет Robinson Raven I, на котором можно совершить воздушную прогулку по окрестностям или долететь до ялтинского зоопарка «Сказка», филиалом которого является парк «Тайган».

## Критика
СМИ отмечали, что Зубков использовал животных парка в политических кампаниях, а также для поддержки аннексии Крыма Россией. 
После российского вторжения на Украину, Олег Зубков начал незаконно вывозить животных из зоопарков и заповедников оккупированных Россией территорий Украины. Так, в ноябре 2022 года, перед оставлением российской армией Херсона, российские военные вместе с собственником Тайгана Олегом Зубковым похитили из херсонского зоопарка большую часть коллекции (особенно известной стала кража енота). На видео, которое опубликовали на своем канале сами сотрудники парка Тайган, Олег Зубков тащит енотов за хвост и бросает в переноску для животных, еноты рычат и сопротивляются нежеланному перемещению. Позже Олег Зубков пояснил, что увезти животных из зоопарка его попросила оккупационная «администрация» Херсонской области. Зубков заявил, что животных временно эвакуировали в крымский парк Тайган, и пообещал их вернуть сразу, как только «ситуация в Херсоне нормализуется» и «власть Херсона даст команду». В 2024 году Олег Зубков приезжал в биосферный заповедник «Аскания-Нова» в Херсонской области, откуда незаконно вывез в Крым животных. Также Зубков был причастен к незаконному вывозу животных из зоопарков на оккупированной части Запорожской и Донецкой областей Украины. На конец 2024 года, по словам самого Олега Зубкова, он совершил 15 поездок на оккупированные территории с целью вывоза животных.

## Мнения
По мнению кандидата педагогических наук, министра культуры Республики Крым В. В. Новосельской, сафари-парк «Тайган» смог наладить продажи впечатлений как основного товара, что сделало парк «катализатором развития экономического и культурного потенциала территории», на которой он расположен.
Доктор экономических наук профессор Подсолонко Владимир в своей работе указывает, что комплексные экономические кластеры, созданные предпринимателями, функционируют наиболее эффективно, а в Крыму, в частности, такой кластер создается предпринимателем Олегом Зубковым на основе действующего зоопарка «Сказка», парка львов «Тайган» и планируемых проектов «Парк развлечений „Белая скала“», «Суворовский парк», «Крымский Колизей» и др.
Российский зоолог, путешественник, телеведущий, доктор наук, профессор МГУ Николай Николаевич Дроздов высказал мнение, что Зубков и его парк «Тайган» являются уникальными и достойными всяческой поддержки.

## Судебные разбирательства
В 2019 году прошли массовые проверки парка «Тайган» со стороны российских властей Крыма с возбуждением множества административных и уголовных дел против предпринимателя Олега Зубкова.
С 5 декабря 2019 года Парк Тайган был закрыт сроком на один месяц, а с 23 декабря ещё раз на месяц по решению крымских судов.
Глава парка неоднократно открыто критиковал региональные и федеральные власти, указывая, что они не создают надлежащих условий для развития частных зоопарков. Зубков и его сторонники считают большую часть этих дел сфабрикованными, а действия властей в отношении него попыткой «рейдерского захвата» парка львов «Тайган». В ответ, установленный Россией глава Крыма Сергей Аксенов назвал Зубкова «чисто проукраинским персонажем, который поднимает скандал, не выполняя законные требования ветеринаров».

## Происшествия
Парк и его владелец не раз оказывались в центре скандалов из-за нападений животных на посетителей и работников парка. Против владельца возбуждено множество административных и уголовных дел.
В 2018 году лев укусил за руку женщину заказавшую платную услугу «Прогулка со львом», через год Олег Зубков был оштрафован на 400 тыс. руб.. 
Весной 2022 года ягуар нанёс рваные раны одному из работников парка. Прокуратура провела проверку по факту происшествия. 
27 сентября 2021 года тигр откусил палец годовалому ребёнку. В мае 2024 г. Зубков приговорён к году лишения свободы условно, но в связи с истечением срока давности освобожден от наказания.
В 2023 году медведь откусил фалангу пальца посетительнице, которая нарушила требования безопасности при кормлении.
16 октября 2024 года трое львов загрызли насмерть управляющую парка, которая зашла в клетку со львами для уборки.
22 июня 2025 года лев напал на владельца парка Олега Зубкова во время вечерней кормёжки, повредив шею и голову. Зубков был госпитализирован в районную больницу в тяжёлом состоянии.

## Галерея
- Инструктаж блогеров перед поездкой ко львам
- Демонстрация тридцати львят и тигрят
- Поездка к львам, общение с львом-вожаком
- Обнимашки со львом-вожаком
- Лев Чук
- Львица Лола со львятами
- Львиная сиеста
- Новорождённые львята

## Дополнительное чтение
- Зубков О. А. Что мешает развитию туристической отрасли Крыма // Современные проблемы сервиса и туризма. — 2015. — Т. 9, вып. 1. — С. 122—123. — ISSN 1995-0411. — doi:10.12737/7929.
- Денис Леонов. Пятьдесят ненужных львов. Росбалт (30 августа 2017). Дата обращения: 4 января 2020.
- Крымский сафари-парк приютил брошенных украинских медведей. Известия (4 апреля 2018).
- Алексей Боярский. Закон — "Тайган" : Почему закрывается один из лучших туристических объектов Крыма. Коммерсантъ (25 января 2016).
- Ирина Ковалева. В Крыму Филипп и Олежка стали первыми молодыми самцами саванны. Московский комсомолец (22 апреля 2018).
- Александр Горный. Звериные игры крымских патриотов. Эхо Москвы (14 декабря 2015).